# Amerikaanse Universiteit van Armenië
De Amerikaanse Universiteit van Armenië (Armeens: Հայաստանի ամերիկյան համալսարան; Engels: American University of Armenia, AUA) is een particuliere universiteit in Jerevan, de hoofdstad van Armenië.
Ze werd in 1991 opgericht, in de nasleep van de aardbeving van 1988, als de eerste Armeense universiteit naar westers model. Ze kwam tot stand door het Armeense ministerie van de Onderwijs, de Armenian General Benevolent Union (AGBU; een Amerikaanse non-profitorganisatie) en de Universiteit van Californië en is nog steeds met die laatste geaffilieerd.
Anno 2014 biedt de universiteit studieprogramma's aan die tot een masterdiploma op de volgende acht studiegebieden leiden: bedrijfskunde, technische bedrijfskunde en systeembeheer, informatica en informatiekunde, politieke wetenschap, volksgezondheid, rechten, vergelijkend recht, en lerarenopleiding Engels als tweede taal. De AUA biedt die opleidingen in het Engels aan, in de hoop ook studenten uit de buurlanden aan te trekken.